# 5e division d'infanterie légère
Pour les articles homonymes, voir 5e division.
La 5e division d’infanterie légère (en allemand : 5. Leichte Infanterie-Division) est une des divisions d'infanterie de l'armée allemande (Wehrmacht) durant la Seconde Guerre mondiale.

## Création et différentes dénominations
La 5. Leichte Infanterie-Division est formée le 1er décembre 1941 par la réorganisation et la redésignation de la 5. Infanterie-Division. Elle est renommée 5. Jäger-Division le 6 juillet 1942.

## Organisation

### Commandants
| Date                               | Grade                  | Commandant        |
| ---------------------------------- | ---------------------- | ----------------- |
| 1er décembre 1941 - 6 juillet 1942 | General der Artillerie | Karl Allmendinger |

## Théâtres d'opérations
- France : Décembre 1941 - Février 1942
- Front de l'Est, secteur Nord : Février 1942 - Juillet 1942

## Ordre de bataille
1941-1942
- Jäger-Regiment 56
- Jäger-Regiment 75
- Radfahr-Abteilung 5
- Artillerie-Regiment 5
- Pionier-Bataillon 5
- Panzerjäger-Abteilung 5
- Nachrichten-Abteilung 5
- Feldersatz-Bataillon 5
- Versorgungseinheiten 5